# Paardenkathedraal

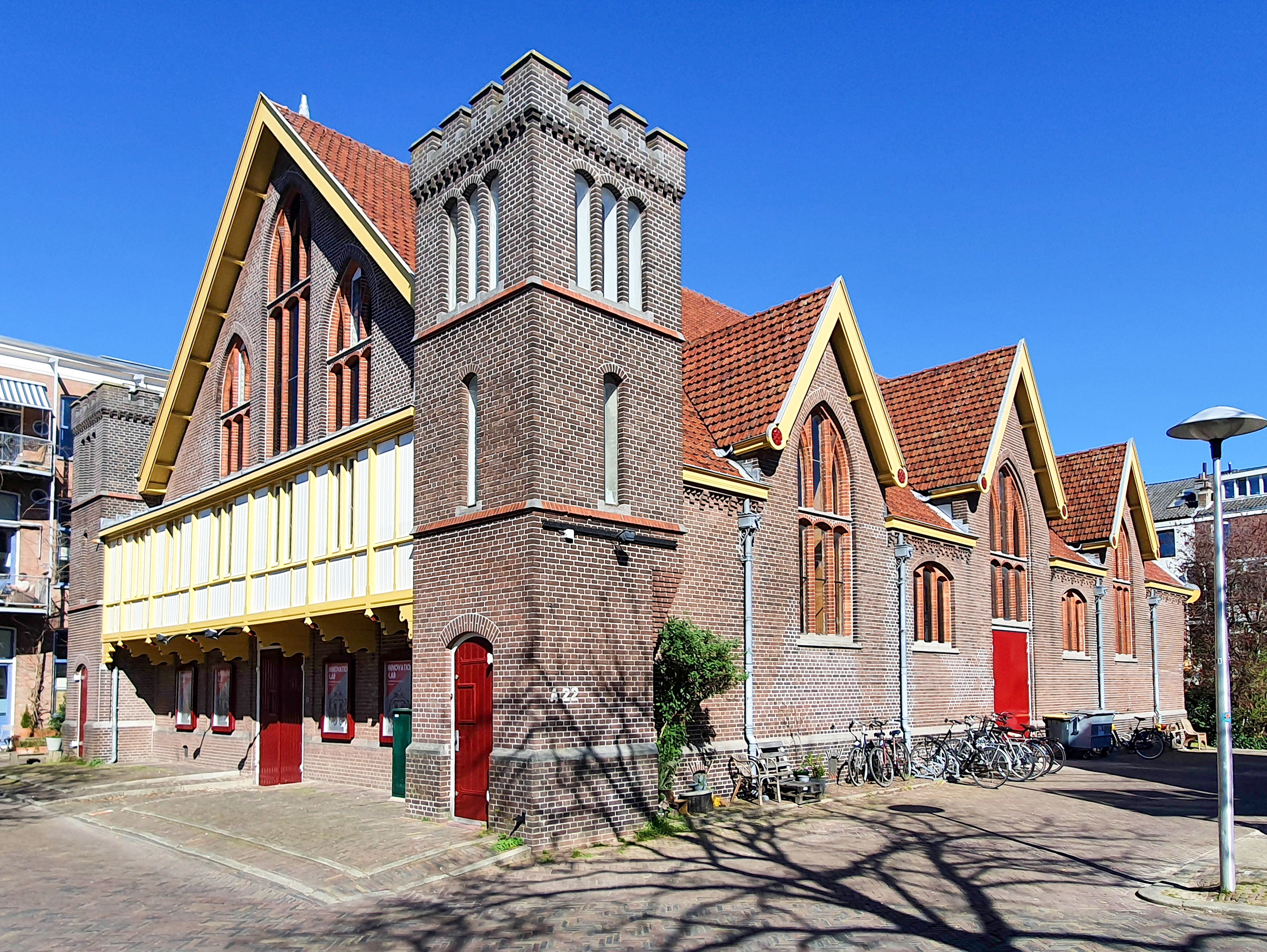
Die Paardenkathedraal im März 2022

Die Paardenkathedraal ist eine ehemalige Reithalle in Utrecht in den Niederlanden, die heute ein Theater beherbergt. Sie befindet sich an der Veeartsenijstraat im Stadtteil Wittevrouwen. Dank der markanten neugotischen Fassade erhielt das Gebäude im Volksmund den Namen Paardenkathedraal. Die Vorderfront wird von zwei Treppentürmen flankiert, während die gotischen Fenster die Fassaden der Seiten und der Rückseite dominieren. Die geschwungenen Balken des freitragenden, hohen hölzernen Deckengewölbes sind mit Schnitzereien verziert.

## Veterinärmedizin
Die Schule für Veterinärmedizin bestand aus einem größeren Gebäudekomplex. Die Paardenkathedraal wurde 1905 von Rijksbouwmeester Cornelis Hendrik Peters (1847–1932) als Reithalle für die Rijks Veeartsenijschool, der Schule für Veterinärmedizin, erbaut. Im gegenüberliegenden Gebäude am Biltschen Grift-Kanal befand sich die Klinik für Innere Veterinärmedizin, gegenüber die ehemalige Klinik für Chirurgie, in der heute Wohnungen sind, und die ehemaligen Stallungen, die heute als Wohnhäuser dienen. Sowohl die Stallungen, als auch das Chirurgiegebäude gestaltete Peters im neugotischen Stil. Hier befand sich auch die ehemalige „Monsterbaan“, wo Lahmheitsuntersuchungen stattfanden.
Die Schule für Veterinärmedizin wurde 1925 als Fakultät für Veterinärmedizin in die Universität Utrecht aufgenommen.
Die Paardenkathedraal wurde zwischen 1954 und 1972 von einem studentischen Reitsportverein genutzt. Im Anschluss daran diente die Paardenkathedraal als Aufbewahrungsort für Universitätsarbeiten.
1988 zogen die letzten Bereiche der Fakultät für Veterinärmedizin auf den Uithof, den heutigen Utrecht Science Park.

## Theater
Seit 1993 wird die Paardenkathedraal als Theater genutzt, nachdem das Gebäude Ende der 1980er Jahre saniert worden war. Genutzt wurde es zunächst von der Theatergesellschaft De Paardenkathedraal, ab 2009 von den De Utrechtse Spelen und seit 2015 vom Theater Utrecht.
- 2002 wurde das Theaterstück Equus von der Theatergruppe De Paardenkathedraal aufgeführt.